# 고마에시
고마에시(일본어: 狛江市)는 일본 도쿄도의 구부와 시부가 만나는 중남부에 있는 시이다.

## 역사
도시의 이름은 5세기경에 이곳에 정착한 한반도 출신 이주자들, 특히 고구려를 지칭하는 단어인 고마에서 유래되었으며, 수많은 묘지들이 도시 경계 내에 위치해 있다.
1974년 9월 1일 태풍으로 인해 다마강 제방이 붕괴되었고, 19채의 가옥이 홍수로 파괴되었다. 이후 강둑 설계가 강화되었다. 제방이 무너진 자리에 작은 기념비가 있다.
현재의 고마에 지역은 고대 무사시국의 일부였다. 고마에촌의 행정 경계는 1889년에 성립되었다. 1893년에 가나가와현 관할에서 도쿄부 관할로 바뀌었다. 고마에를 통과해 도쿄 중심부의 신주쿠와 연결되는 오다큐 전철 오다와라선이 1926년에 부설되었다. 인구 증가로 1952년에 정이 되었고 1970년 10월 1일에 시가 되었다.

### 연혁
- 1990년
  - 7월 - 다마강에서 제1회 뗏목 레이스를 개최.
  - 10월 1일 - 시제 시행 20주년을 맞는다.
- 1995년
  - 3월 - 오다큐선 연속 입체교차 사업에 의해 철도가 고가화되었다. 시내 13개소의 건널목이 소멸하여 열리지 않는 건널목 문제가 해소된다.
  - 11월 - 고마에역 북쪽 출구 앞에 에콜마 홀이 개관하였다.
- 1996년
  - 4월 - 건강복지회관 아이토피아 센터가 개관.
  - 6월 - 이시이 미쓰오가 바카라 도박으로 거액의 부채를 안고 시장직을 사직.
  - 7월 - 일본공산당의 야노 유타가 시장 선거에서 당선되어 초선. 제4대 시장에 취임.
- 1997년
  - 3월 - 이즈미타마가와역 앞에 교통광장이 완성.
  - 6월 - 오다큐선 기타미역 - 이즈미타마가와역 간의 복복선화 공사가 완료.
- 1998년
  - 11월 - 고마에역 북쪽 출구 시가지 재개발 사업이 완료.
- 2000년
  - 10월 1일 - 시제 시행 30주년을 맞는다.
  - 10월 - 고마에시 공식 웹사이트를 개설.
- 2004년
  - 10월 1일 - 방재 행정 무선의 저녁 벨이 「노을 작은 타래」로 변경(2012년 9월 30일까지).
  - 10월 23일 - 니가타현 주에쓰 지진 발생. 다음날부터 「고향 우호 도시」 가와구치초에 구원 활동을 개시.
- 2005년 10월 - 유료 쓰레기 봉투에 의한 쓰레기 수집 유료화를 개시.
- 2006년 10월 - 야마나시현 기타도루군 고스게촌과 주민교류 우호도시 제휴.
- 2008년
  - 10월 - 시립 중학교에서 학교 급식을 개시.
  - 11월 24일 - 고마에시 커뮤니티 버스 「곰 버스」운행 개시.
- 2009년 10월 - 평화시장회의에 가입.
- 2010년
  - 2월 - 「에테 편지 발상지·고마에」를 홍보하기 위해 고마에역 북쪽 출구 로터리에 거대 「에테 편지」를 설치.
  - 8월 - 공식 트위터 계정 개설.
  - 10월 1일 - 시제 시행 40주년을 맞는다.
- 2012년
  - 5월 17일 - 시장을 4기 동안 맡은 야노 유타가 차기 시장 선거 불출마를 표명(후계 후보로 다나베 요시히코를 옹립).
  - 7월 - 시장 선거에서 다카하시 도시히코가 야노 유타의 후계 후보를 꺾고 당선. 제5대 시장에 취임.
  - 10월 1일 - 방재 행정 무선의 저녁 차임으로 고마에시의 노래 「물과 초록의 마을」 사용을 개시(2013년 4월 1일에 다른 멜로디로 변경).
- 2013년
  - 9월 1일 - 고마에시의 노래 「물과 녹색 마을」이 고마에역의 접근 멜로디로 사용 개시.
  - 9월 - 제68회 국민체육대회(스포츠제 도쿄 2013, 타마 국체) 개최, 고마에시가 배구(소년 남자)의 회장이 되었다.
  - 10월 - 고마에시 방재 센터를 완성하였다.
- 2015년 1월 - 고마에시 관광 대사에 하리센본의 곤도 하루나가 취임하였다.
- 2016년 1월 - 인구 8만 명을 돌파하였다.
- 2018년
  - 6월 4일 - 시의 여성 직원에 대한 성희롱이 고발되어 다카하시 도시히코가 시장직을 사임하였다.
  - 7월 - 시장 선거에서 마쓰바라 도시오가 당선, 제6대 시장으로 취임하였다.
- 2019년
  - 10월 12일 - 2019년 동일본 태풍(태풍 19호)에 의한 호우로 고마에시와 조후시의 경계 부근 등 일부 지역이 침수. 다마가와 지류인 네가와가 로쿠고 배수구 주변에서 범람해 양 시에 걸친 공사 다마가와 주택에서도 침수 피해가 발생했다.
  - 11월 18일 - 팽이 버스의 차량 대체에 맞추어 신차의 디자인이 「그림 편지 포장」으로서 리뉴얼.
- 2020년
  - 5월 - 육아·교육 복합시설 '주름센터' 개관.
  - 10월 1일 - 시제 시행 50주년을 맞는다.

## 기후
온난 습윤 기후로 여름은 따뜻하고 겨울은 서늘하며 눈은 잘 내리지 않는다. 연평균 기온은 14.8°C이다. 연평균 강수량은 1647mm이고, 9월은 가장 습한 달이다. 기온은 8월에 평균 26.0°C로 가장 높으며, 1월에 평균 3.8°C로 가장 낮다.

## 지리
남서쪽에 다마강이 흐르고 북쪽과 동쪽을 흐르는 작은 노가와강이 조후시와 세타가야구와의 경계를 이룬다. 대부분이 평지인 작은 자치체로 그 영역은 시청을 중심으로 반경 2km 내에 있다. 본래 도쿄의 교외 거주 지역으로 도쿄 중심부로 통근하는 노동자 인구의 유입으로 1960년대와 70년대에 급속히 도시화되었다. 몇 개의 쇼핑 지구가 있으며 주로 기차역 주변에 있다. 시청은 고마에역 주변에 위치한다.

## 교통

### 철도
- 오다큐 전철 오다와라선

## 인구
| 연도 | 인구   | ±%      |
| ---- | ------ | ------- |
| 1920 | 2,679  | —       |
| 1930 | 3,957  | +47.7%  |
| 1940 | 5,657  | +43.0%  |
| 1950 | 10,124 | +79.0%  |
| 1960 | 25,252 | +149.4% |
| 1970 | 60,297 | +138.8% |
| 1980 | 70,836 | +17.5%  |
| 1990 | 74,189 | +4.7%   |
| 2000 | 75,711 | +2.1%   |
| 2010 | 78,751 | +4.0%   |
| 2020 | 84,772 | +7.6%   |